# 科林斯維爾 (喬治亞州)
科林斯維爾（英語：Collinsville）是位於美國喬治亞州迪卡爾布縣的一個非建制地區。該地的面積和人口皆未知。

## 地理
科林斯維爾的座標為33°42′08″N 84°05′19″W / 33.70222°N 84.08861°W，而該地的平均海拔高度為278米（即912英尺）。